# Голдовская, Марина Евсеевна
Марина Евсеевна Голдо́вская (15 июля 1941, Москва — 20 марта 2022, Юрмала) — советский и российский кинорежиссёр-документалист, мастер телевизионного кинопортрета. Заслуженный деятель искусств РСФСР (1987). Лауреат Государственной премии СССР (1989). Доктор искусствоведения (1987).

## Биография
Марина Голдовская родилась 15 июля 1941 года в Москве в семье учёного и изобретателя Е. М. Голдовского.
В 1963 году окончила операторский факультет ВГИКа (мастерская Б. И. Волчека). Работала режиссёром и оператором в ТО «Экран». Член КПСС с 1968 года.
С 1963 по 1994 годы — оператор и режиссёр документального кино. Объездила весь Советский Союз, снимала шахтёров на северном плато Расвумчорр, нефтяников Казахстана, жизнь советской Антарктической экспедиции, Московскую Олимпиаду 1980 года… Её авторские фильмы-кинопортреты посвящены замечательным современникам: хирургу Александру Вишневскому, цирковой артистке Раисе Немчинской, режиссёрам и актёрам театра Юрию Завадскому, Олегу Ефремову, Михаилу Ульянову, Аркадию Райкину, нефтянику Рахмету Утесинову, директору завода Виктору Литвиненко, писательнице Анастасии Цветаевой, трёхлетнему мальчику Денису Галкину («Дениска-Денис»). Она умела глубоко вглядываться в человеческие характеры, открывать необычность в людях совсем не известных, заставляя зрителя полюбить их.
Фильм 1986 года «Архангельский мужик» о первом советском фермере Николае Сивкове обозначил целое социальное явление, появившееся в российской жизни с началом перестройки, и был удостоен Государственной премии СССР в 1989 году.
Всего Марина Евсеевна создала 93 киноработы в 47 проектах.
Событием культурной и политической жизни стал в 1988 году фильм «Власть Соловецкая», впервые рассказавший об устроенном на Соловецких островах лагере особого назначения, с попыткой проанализировать истоки послереволюционной ситуации в России.
Для профессионального киноязыка Голдовской характерен драматизм, когда происходящая на экране неинсценированная реальность достигает конфликтной насыщенности игрового кино, однако создаётся это методами документальной фиксации.
Голдовская опередила многих своих коллег в использовании новейших достижений телевизионной техники, она самостоятельно разрабатывала новые съемочные и монтажные технологии и проанализировала это в книге «Техника и творчество» (М., «Искусство», 1986), созданной на основе её докторской диссертации.
С 1966 года по 1993 год преподавала на факультете журналистики МГУ имени М. В. Ломоносова. В 1967 году защитила кандидатскую диссертацию во ВГИКе, в 1987 году докторскую, получив ученую степень доктора искусствоведения. Избрана профессором факультета журналистики МГУ.
В 1974—75 годах преподавала на отделении режиссёров документального кино Высших курсов сценаристов и режиссёров
С 1993 года — профессор Московского института современного искусства. Книги М. Е. Голдовской «Человек крупным планом» (1981) и «Женщина с киноаппаратом» (2002) стали учебными пособиями для подготовки молодых теледокументалистов.
М. Е. Голдовская — академик Академии российского телевидения (1994), Американской киноакадемии.
Член Союза кинематографистов СССР (1969) и Союза журналистов СССР (1975).
Член учёного совета Института истории и теории кино России.
С 1995 года М. Е. Голдовская жила и работала в США, была профессором Киношколы университета Южной Каролины (Калифорния).
В XXI веке Голдовская продолжила профессиональную деятельность. В 2011 году в программе Второго всероссийского кинофестиваля «Профессия журналист» с успехом прошёл её документальный фильм-трилогия «Три песни о Родине». В том же году завершена картина «Горький вкус свободы», посвящённая Анне Политковской.
Скончалась 20 марта 2022 года в Юрмале.

## Творческий метод
М. Е. Голдовская одной из первых стала применять в Советском Союзе метод «прямого кино», как назвали его в Америке: создание кинодрамы из материала жизни.

Первый фильм, который режиссёр Никита Хубов и оператор Марина Голдовская сняли «методом наблюдения» в 1968 году — «Ткачиха», о работницах фабрики из г. Фурманова — был запрещен ещё в процессе монтажа. Однако Голдовская продолжила работать в этом ключе и осталась верна ему вплоть до фильмов, снятых в последний период её творчества в США («Этот сотрясающийся мир», 1995) и России («Князь», 1999—2001). 
«Мы испробовали самые разные методы работы — скрытую камеру, привычную камеру, метод провокаций. Оказалось, что человек может открываться, обнажаться до таких потрясающих глубин, о каких прежняя документалистика и не задумывалась. Конечно, человек имеет право на то, чтобы экран не показывал его в виде, унизительном для его достоинства, наносящем моральный ущерб ему как личности. В Америке, к примеру, это право сурово охраняется законом, и кое-кто из наших документалистов, увлекающихся показом жизни в её экзотических проявлениях, напоролся бы на такие штрафы, что не знаю, нашлись ли бы у них деньги когда-либо расплатиться. У нас такого закона — не знаю, к сожалению или счастью,- нет» . М. Е. Голдовская

## Педагог и наставник
С 1966 по 1993 годы Марина Евсеевна Голдовская вела свою творческую мастерскую на Телевизионном отделении факультета журналистики МГУ. Она одной из первых поняла специфику телевидения: удержать зрителя у экрана можно только предложив ему захватывающий, сенсационный материал. А поскольку тележурналистов не обучали операторскому ремеслу, то М. Голдовская стала делать это, посвящая студентов журфака в основы профессии оператора и киномонтаж.
Гостями творческой мастерской Марины Голдовской были видные публицисты, живые классики советского игрового кино (друзья знаменитого отца Марины Евсеевны — режиссёры Юлий Яковлевич Райзман и Вера Павловна Строева), классик мировой кинодокументалистики, коллега Голдовской Ричард Ликок (США).
Как никакой другой преподаватель кафедры радиовещания и телевидения факультета журналистики МГУ, она понимала значение метода операторского наблюдения для будущих телевизионщиков. В её мастер-классе главная роль была отведена студентам.
Прежде, чем доверить студенту 16-мм кинокамеру, М. Е. Голдовская предлагала ему сделать подробную раскадровку сюжета в том порядке, в каком он видит кадры в окончательном варианте работы, и рассказать, каким операторским способом будет проведена съёмка. Творческие проекты коллективно обсуждались. Аналогичный метод использовался при просмотре и обсуждении отснятого материала в небольшой монтажной телевизионной студии журфака.
Стараниями Марины Евсеевны Голдовской студенты телевизионного отделения получили право делать творческие дипломы — вместо написания теоретической дипломной работы снимать короткометражные документальные фильмы. Каждый из таких фильмов Марина Евсеевна сопровождала лично, погружалась в авторский замысел и делилась практическими советами.
В 1986 году М. Е. Голдовская всесторонне изложила свои методы работы применительно к общим принципам и законам развития телевизионного кино в монографии «Творчество и техника».
Большинство выпускников Голдовской нашли призвание на телевидении и в кинодокументалистике: ведущие программы «Взгляд» Владислав Листьев и Александр Политковский, основатель документальной студии «Лавр» Светлана Резвушкина, редактор Студии документальных фильмов Первого канала Ирина Михайлова, музыкальный редактор Елена Карпова.

## Семья
- Муж — Давид Григорьевич Ливнев (род. 1930), сценарист и режиссёр, профессор ГИТИСа.
  - Сын — Сергей Ливнев (род. 16 апреля 1964 года), сценарист, режиссёр, продюсер, директор киностудии им. А. М. Горького (1995—1998).
- Сестра — Инна Голдовская (род. 1933), врач, живёт в Москве.

## Книги
- «10 операторских биографий», сборник статей (1975)
- «Человек крупным планом. Заметки теледокументалиста» / М. Голдовская. — М. : Искусство, 1981. — 215 с.
- «Павел Лебешев» (1985)
- «Творчество и техника» (1986)
- «Женщина с киноаппаратом» (2002) и другие
- Более 45 статей по вопросам документального кино и операторского искусства

## Награды и премии
- Заслуженный деятель искусств РСФСР (23 декабря 1987 года) — за заслуги в области советского искусства[7].
- Государственная премия СССР (1989)[2] — за фильм «Архангельский мужик» (1986).
- Премия Ленинского комсомола (1978) — за фильм «Испытание» о потомственном нефтянике Казахстана Рахмете Утесинове.
- «Власть Соловецкая» — Спецприз жюри, МФДФ, Амстердам, 1989.
- «Осколки зеркала» — Приз «Золотые ворота» МКФ в Сан Франциско, 1992.
- «Дом с рыцарями» — Приз Европы, 1994.
- «Князь» — «Серебряный Рембрандт» МФШК, Амстердам, 2001.

## Фильмы

### Режиссёр
- 1970 — Раиса Немчинская — артистка цирка (документальный, СССР)
- 1971 — Юрий Завадский (документальный, СССР)
- 1972 — Это наша профессия (документальный, СССР)
- 1974 — Валентина Терешкова (документальный, СССР)
- 1975 — Аркадий Райкин (документальный, СССР)
- 1976 — Дениска-Денис (документальный, СССР)
- 1978 — Испытание (документальный, СССР)
- 1980 — Пушкин и Пущин (документальный, СССР)
- 1981 — Восьмой директор (документальный, СССР)
- 1982 — Понедельник — выходной день (документальный, СССР)
- 1984 — Перед жатвой (документальный, СССР)
- 1985 — Здравствуйте, это Бедуля говорит (документальный, СССР)
- 1985 — Центр притяжения (документальный, СССР)
- 1986 — Архангельский мужик (документальный, СССР)
- 1987 — Олег Ефремов. Чтобы был театр (документальный, СССР)
- 1987 — Тумбалалайка в Америке (документальный, СССР)
- 1988 — Власть Соловецкая. Свидетельства и документы (документальный, СССР)
- 1988 — Михаил Ульянов. Хроника одной роли (документальный, СССР)
- 1989 — Выше, чем любовь (документальный, СССР)
- 1989 — Мне девяносто лет, ещё легка походка… (документальный, СССР)
- 1990 — Вкус свободы (документальный, СССР)
- 1991 — Из бездны (документальный, СССР)
- 1992 — Осколки зеркала. Дневник смутного времени (документальный, Россия)
- 1993 — Дом с рыцарями (документальный, Россия)
- 1994 — Повезло родиться в России (документальный, Россия)
- 1995 — Этот сотрясающийся мир (документальный, Россия)
- 1997 — Дети Ивана Кузьмича (документальный, Россия)
- 1998 — Питер Селларс: портрет (документальный, о режиссёре Питере Селларсе, Россия, Канада)
- 1999 — Князь (документальный, Россия)
- 2003 — Князь вернулся (документальный, Россия)
- 2004 — Искусство и жизнь: в поисках связующей нити (портрет Питера Саллерса) (документальный, Россия)
- 2011 — Горький вкус свободы (документальный фильм об Анне Политковской, продолжение картины «Вкус свободы»[8])

### Сценарист
1970 — Раиса Немчинская — артистка цирка (документальный, СССР) автор сценария совм. с Д. Ливневым
- 1988 — Михаил Ульянов. Хроника одной роли (документальный, СССР) автор сценария
- 1989 — Выше, чем любовь (документальный, СССР) автор сценария
- 1992 — Осколки зеркала. Дневник смутного времени (документальный, Россия) автор сценария
- 1993 — Дом с рыцарями (документальный, Россия) автор сценария совм. с М. Зверевой
- 1994 — Повезло родиться в России (документальный, Россия) автор сценария
- 1995 — Этот сотрясающийся мир (документальный, Россия) автор сценария
- 1999 — Князь (документальный, Россия) автор сценария
- 2003 — Князь вернулся (документальный, Россия) автор сценария
- 2004 — Искусство и жизнь: в поисках связующей нити (портрет Питера Саллерса) (документальный, Россия) автор сценария

### Оператор
- 1963 — Там, где не заходит солнце (документальный, СССР)
- 1966 — Сергей Смирнов (документальный, СССР)
- 1968 — Ткачиха (документальный, СССР)
- 1969 — Хирург Вишневский (документальный, СССР)
- 1970 — Раиса Немчинская — артистка цирка (документальный, СССР)
- 1970 — Спрашивайте, мальчики (документальный, СССР)
- 1971 — Юрий Завадский (документальный, СССР)
- 1972 — Это наша профессия (документальный, СССР)
- 1974 — Валентина Терешкова (документальный, СССР)
- 1975 — Аркадий Райкин (документальный, СССР)
- 1976 — Александр Твардовский (документальный, СССР)
- 1976 — Дениска-Денис (документальный, СССР)
- 1977 — Какая интересная личность (документальный, СССР)
- 1977 — Николай Тихонов: времена и дороги (документальный, СССР)
- 1978 — Испытание (документальный, СССР)
- 1979 — Михаил Булгаков (документальный, СССР)
- 1979 — Огневой вы человек! (документальный, СССР)
- 1980 — Пушкин и Пущин (документальный, СССР)
- 1981 — Восьмой директор (документальный, СССР)
- 1981 — Дом Твардовского (документальный, СССР)
- 1982 — Понедельник — выходной день (документальный, СССР)
- 1983 — Командировка в Антарктиду (документальный, СССР)
- 1983 — По былинам сего времени (документальный, СССР)
- 1984 — Дома у Пушкина (документальный, СССР)
- 1984 — Перед жатвой (документальный, СССР)
- 1985 — Здравствуйте, это Бедуля говорит (документальный, СССР)
- 1985 — Испания навсегда (документальный, СССР)
- 1985 — Центр притяжения (документальный, СССР)
- 1986 — Архангельский мужик (документальный, СССР)
- 1987 — Олег Ефремов. Чтобы был театр (документальный, СССР)
- 1987 — Тумбалалайка в Америке (документальный, СССР)
- 1988 — Власть Соловецкая (документальный, СССР)
- 1988 — Михаил Ульянов. Хроника одной роли (документальный, СССР)
- 1989 — Выше, чем любовь (документальный, СССР)
- 1989 — Мне девяносто лет, ещё легка походка… (документальный, СССР)
- 1990 — Вкус свободы (документальный, СССР)
- 1991 — Из бездны (документальный, СССР)
- 1992 — Осколки зеркала. Дневник смутного времени (документальный, Россия)
- 1993 — Дом с рыцарями (документальный, Россия)
- 1994 — Повезло родиться в России (документальный, Россия)
- 1995 — Этот сотрясающийся мир (документальный, Россия)
- 1996 — Аллан Гинсберг: Дневник поэта (документальный, Россия)
- 1997 — Дети Ивана Кузьмича (документальный, Россия)
- 1999 — Князь (документальный, Россия)
- 2003 — Князь вернулся (документальный, Россия)
- 2004 — Искусство и жизнь: в поисках связующей нити (портрет Питера Саллерса) (документальный, Россия)
- 2011 — Горький вкус свободы (документальный)

## Призы
- 1969 — ВТФ (Приз за лучшую операторскую работу, фильм «Хирург Вишневский»)
- 1981 — ВТФ (Приз за лучший документально-публицистический фильм, фильм «Восьмой директор»)
- 1986 — МТФ в Канне (Главный приз, фильм «Архангельский мужик»)
- 1989 — МКФ в Амстердаме (Спец. приз жюри, фильм «Власть Соловецкая»)
- 1992 — МКФ в Сан-Франциско (Приз «Золотые ворота», фильм «Осколки зеркала. Дневник смутного времени»)
- 1992 — МКФ в Чикаго (Приз «Золотой Хьюго», фильм «Осколки зеркала. Дневник смутного времени»)[источник не указан 3697 дней]
- 1993 — МКФ в Порто («Приз Европы» за лучший телефильм, фильм «Дом с рыцарями»)
- 1994 — МТФ в Монте-Карло (Гран-при, фильм «Дом с рыцарями»)
- 1995 — МКФ в Сан-Франциско (Почётный диплом, фильм «Повезло родиться в России»)
- 1995 — МФ фильмов о правах человека «Сталкер» в Москве (Приз Большого жюри «За честность и художественность», фильм «Власть Соловецкая»)
- 1999 — МКФ в Амстердаме (Приз «Серебряный Рембрандт», фильм «Князь»)
- 2004 — МКФ русскоязычного зарубежья «Красный сдвиг» в Нью-Йорке (Главный приз, фильм «Князь вернулся»)
- 2012 — МКФ телевизионных фильмов «Корона Карпат» в Трускавце (Главный приз в программе неигрового кино, фильм «Горький вкус свободы»)